# Skallsjö socken
Skallsjö socken i Västergötland ingick i Vättle härad, ingår sedan 1971 i Lerums kommun och motsvarar från 2016 Skallsjö distrikt.
Socknens areal är 75,42 kvadratkilometer varav 65,51 land. År 2000 fanns här 9 923 invånare. Nääs slott, en del av Norsesund samt tätorterna Tollered och Floda med sockenkyrkan Skallsjö kyrka ligger i socknen.   

## Administrativ historik
Socknen har medeltida ursprung. 
Vid kommunreformen 1862 övergick socknens ansvar för de kyrkliga frågorna till Skallsjö församling och för de borgerliga frågorna bildades Skallsjö landskommun. Landskommunen uppgick 1969 i Lerums landskommun som 1971 ombildades till Lerums kommun.
1 januari 2016 inrättades distriktet Skallsjö, med samma omfattning som församlingen hade 1999/2000.
Socknen har tillhört län, fögderier, tingslag och domsagor enligt vad som beskrivs i artikeln Vättle härad. De indelta soldaterna tillhörde Västgöta regemente, Elfsborgs kompani och de  indelta båtsmännen tillhörde Västergötlands båtsmanskompani.

## Geografi och natur
Skallsjö socken ligger nordost om Göteborg söder om sjön Mjörn och kring Sävelången och Säveån. Socknen har odlingsbygd i ådalen och vid sjöarna och är i övrigt en kuperad sjörik skogsbygd. Utöver Sävelången som delas med Hemsjö socken i Alingsås kommun är socknen rik på insjöar. I öster finns en flik av Ömmern som också delas med Hemsjö socken samt Ödenäs socken i Alingsås kommun och Bollebygds socken i Bollebygds kommun. Andra större sjöar är Torskabotten som även den delas med Hemsjö socken, Lensjön, Tvärsjön, Uspen och Vibosjön.
Det finns två naturreservat i socknen. Nääs ekhagar ingår i EU-nätverket Natura 2000 medan Säveåns dalgång som delas med Lerums socken är ett kommunalt naturreservat.
Sätesgårdar var Floda säteri, Nääs slott och Ekuddens herrgård.
| - Floda, ort vid Säveåns utlopp ur Sävelången. Vid 1880-talet fanns här post- och telegrafstation. På en höjd nära intill låg godset Floda. - Norsesund, post- och telegrafstation vid det sund av Säveån som förenar sjöarna Sävelången och Lilla Lången. - Oryd, by nära Säveån. - Ryggebol, by under Floda. - Skallsjö - Sävhult, by vid sjön Ömmern, under Ekudden. - Tollered, by vid sjön Sävelången. - Ubbared, by vid Sävelången tillhörig Öjareds fideikommiss. - Bockaberg** - Bocksmossen, gård under Floda. - Drängsered, herrgård vid sjön Sävelången. - Ekeberg, gård under Floda. | - Ekudden, herrgård på södra stranden av sjön Sävelången mitt emot godset Nääs vartill den förut hört under namnet Kvikulla. - Gaddås, gård under Nääs. - Harås, gård nära Sävelången lydande under Ekudden. - Hedan, gård under Floda. - Hulan, gård under Nääs fabrik. - Håvared, gård vid Sävelången under Öijared. - Högsboholm, gård vid sjön Uspen under Floda. - Igelkärret, gård vid sjön Sävelången tillhörigt Öijareds fideikommiss. - Klippan, gård under Nääs. - Kusebacka, komministerboställe. - Källeberg, gård under Nääs. - Lergraven, gård under Ekudden. - Ljunghög, gård under Floda. - Maden, gård under Näs. - Nääs slott, herrgård och tidigare säteri på en halvö i sjön Sävelången. Här fanns vid 1880-talet lärarseminarium. | - Pålstorp, gård vid Säveån, tillhörigt Öijared. - Pölan, gård under Floda. - Råbo, gård under Nääs. - Rännedalen, gård under Nääs. - Stålebo, gård nära Sävelången, tillhörigt Ekudden. - Sundet, gård under Öijared. - Svensered, gård nära Sävelången tillhörig Öijareds fideikommiss. - Trulsås, gård under Floda. - Tvärsjödal, gård vid Tvärsjön, tillhörigt Floda. - Tvärsjönäs, gård mellan Tvärsjön och sjön Uspen. Tillhörigt Floda. - Viebo, gård under Nääs. - Vik, gård vid Sävelången, tillhörig Öijareds fideikommiss. - Åstebo, gård nära Sävelången, hörande under Nääs. |

## Fornlämningar
Boplatser och hällkistor från stenåldern är funna. Från bronsåldern finns spridda gravrösen och skålgropsförekomster. Från järnåldern finns gravfält, domarringar och en fornborg.

## Befolkningsutveckling
Befolkningen ökade från 1 044 1810 till 2 264 1880 varefter den tillfälligt minskade något till 1 950 1910. Därefter har folkmängden stadigt ökat till 9 602 1990. Den största expansionen ägde rum efter 1960 då antalet invånare fortfarande var 3 146.

## Namnet
Namnet skrevs 1445 Skalsöya och kommer från kyrkbyn. Efterleden är ö, 'upphöjning i sankmark'. Förleden är flertydigt.